# 斑副項鱨
斑副項鱨，為輻鰭魚綱鯰形目脂鱨科的其中一種，為熱帶淡水魚，分布於非洲赤道幾內亞Benito河、加彭Ogooué河及剛果河中下游流域，體長可達41公分，棲息在緩慢流動的河川與潟湖底層水域，以昆蟲幼蟲、甲殼類等為食，生活習性不明。

## 扩展阅读
維基物種上的相關：斑副項鱨